# Матроно-Василівка
Матро́но-Васи́лівка — село в Україні, у Володимирівській сільській громаді Баштанського району Миколаївської області. Населення становить 36 осіб. Місцеве населення вживає неофіційну назву «Кущиновка»[джерело?].